# Car Wu od Jina
Car Wǔ od Jìna, poj. kin. 晋武帝, trad. kin. 晉武帝, py. jìn wǔ dì, wg. Chin Wu-ti, osobno ime Sīmǎ Yán (司馬炎), kurtoazno ime Anshi (安世) (236. – 17. svibnja 290.) bio je unuk Sima Yia i sin Sima Zhaoa regenata kineske države Cao Wei, najpoznatiji kao prvi car kineske dinastije dinastije Jin. Carem je postao 265. kada je svrgnuo Cao Huana, posljednjeg cara dinastije Wei; od 280. godine, kada je pokorio državu Istočni Wu i tako okončao period Tri kraljevstva, vladao je kao car ponovno ujedinjene Kine. Bio je poznat po rastrošnosti i raskalašenom životu, koji je posebno došao do izražaja nakon ujedinjenja Kine; legende govore o tome da je na dvoru imao čak deset tisuća konkubina.
Kineski povijesni izvori Wǔa opisuju kao blagog i darežljivog, ali rasipnog vladara, čija se blagost često smatra odgovornom za širenje korupcije i rastrošnosti među vodećim plemićkim porodicama. Caru Wuu se također pripisuje snaženje regionalnih prinčeva iz svoje porodice, čiji je položaj jačao u nastojanju da ojača vlastitu dinastiju, odnosno izbjegne sudbinu prethodne dinastije Weija, koju je bio lako svrgnuo njegov vlastiti klan. Ti su napori, međutim, ubrzo nakon njegove smrti doveli do slabljenja centralne vlasti u Ratu osam prinčeva te katastrofalnog Wu Hu ustanka u kome je dinatsija Jin morala prepustiti sjever zemlje nomadima i barbarima.
Njegova druga supruga je bila Carica Yang Zhi.